# Scilla monophyllos
Scilla monophyllos là một loài thực vật có hoa trong họ Măng tây. Loài này được Link miêu tả khoa học đầu tiên năm 1800.

## Hình ảnh

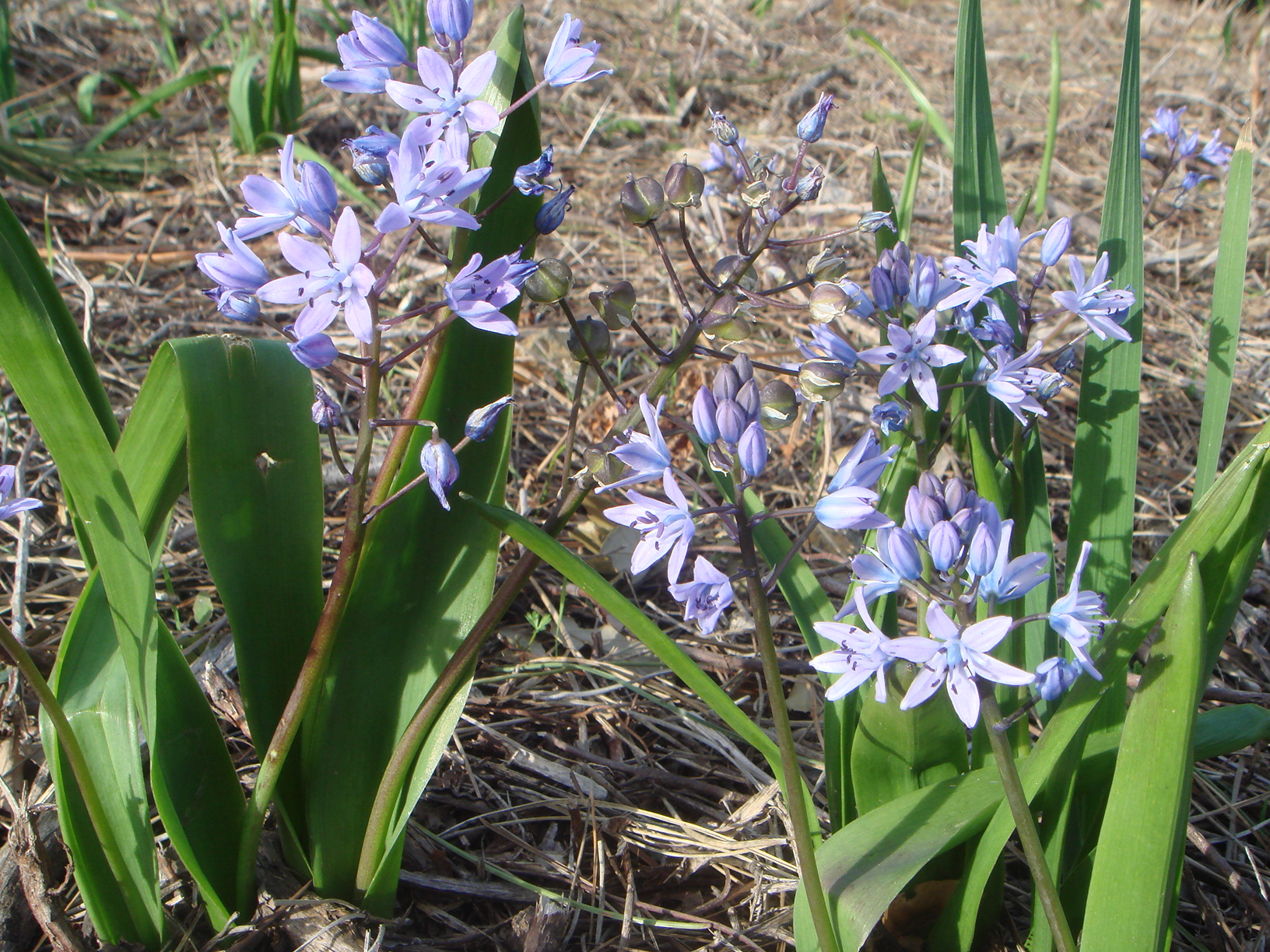
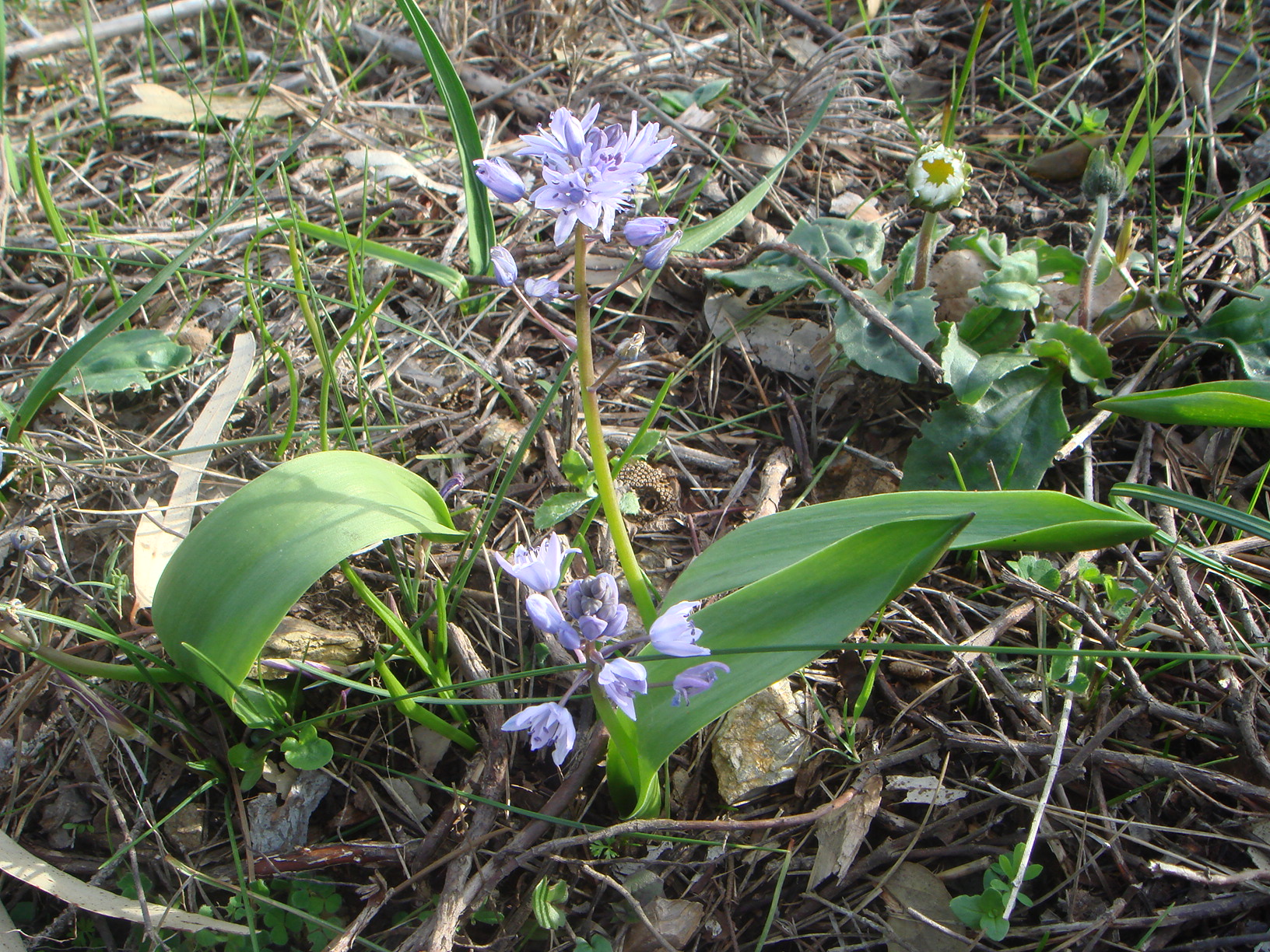